# Pedro Bordaberry
Pour les articles homonymes, voir Bordaberry.
Juan Pedro Bordaberry Herrán, né le 28 avril 1960 à Montevidéo, est un avocat et homme politique uruguayen.
La famille Bordaberry a une longue relation avec la politique ; son grand-père Domingo Bordaberry était sénateur, et son père Juan María Bordaberry fut président et dictateur (1972-1976).
Appartenant au Parti Colorado, Pedro Bordaberry a fait partie du gouvernement de Jorge Batlle en tant que Ministre du Tourisme de 2001 à 2005. Il a aussi été désigné Ministre de l'Industrie et de l'Energie (2002-2003) et Ministre des Sports et de la Jeunesse (2003-2004).
Il s'est présenté en 2014 à la Présidence de la République en 2014. Obtenant seulement 12,89% des voix au premier tour, il se situe derrière le Front Large (es. Fronte Amplio) de Tabaré Vázquez (47,81%) et le Parti National de Luis Alberto Lacalle Pou (30,88%) et ne permet donc pas au Parti Colorado de passer au second tour.
Il est cité dans l'affaire des Panama Papers en avril 2016.